# グリニッジ条約
グリニッジ条約（グリニッジじょうやく、英語: Treaty of Greenwichまたは複数形のTreaties of Greenwich）は、1543年7月1日にグリニッジにおいてイングランド王国とスコットランド王国の代表の間で締結された2件の条約。1つ目の条約はイングランドとスコットランドの間の和平を成立させたものであり、2つ目の条約はヘンリー8世の子エドワード6世とスコットランド女王メアリー1世の婚約の提案であった。この2つ目の条約では当時生後6か月のメアリー1世が10歳になるまでイングランド貴族夫婦が同伴することと、その後は結婚するまでイングランドに留まることも定められた。また本条約ではスコットランド王国が制定した法を維持することを許した。この条約はイングランド王ヘンリー8世が両王国を統一する（王冠連合）計画の布石であった。スコットランドの摂政アラン伯爵が1543年7月1日に条約に署名、8月25日に批准したものの、スコットランド議会は12月11日に条約を拒否、ラフ・ウーイングという8年間のイングランド・スコットランド戦争を引き起こした。

## 外交
条約はロンドンにいるアダム・オッターバーン、ジョージ・ダグラス・オブ・ピッテンドリーク、グレンケーン伯爵、およびエディンバラにいるラルフ・サドラーの外交努力の賜物であった。（摂政のアラン伯の同意も得た）メアリー1世の代表はグレンケーン伯、ピッテンドリーク、ヘンリー・バルネイブス、ジェームズ・リアマンス・オブ・デアジー（James Learmonth of Dairsie）、そしてアラン伯自身であり、ヘンリー8世の代表は初代ウォルデンのオードリー男爵、第3代ノーフォーク公爵、ウィンチェスター主教スティーブン・ガーディナー、ウェストミンスター主教トマス・サールビー、初代ベイジングのセントジョン男爵、ジョン・ゲージであった。